# نظام شورا-مدیر
نظام شورا-مدیر (به انگلیسی: Council–manager government)، نوعی از حکومت محلی است که برای شهرداری‌ها، شهرستان‌ها یا سایر مناطق مشابه استفاده می‌شود. این یکی از دو شکل رایج حکومت محلی در ایالات متحده در کنار نظام شهردار-شورایی است. سیستم شورا-مدیر همچنین در نیوزیلند برای شوراهای منطقه ای و در کانادا و بسیاری از کشورها برای شوراهای شهر و شهرستان استفاده می شود.
نظام مدیریتی شورا-مدیر بسیار شبیه یک شرکت سهامی عام است. بر اساس این روش، یک هیئت حاکمه منتخب مردم، که معمولاً شورای شهر نامیده می شود، مسئول وظایف قانون گذاری مانند ایجاد خط مشی ها، تصویب احکام محلی، تصویب اعتبارات، و توسعه چشم انداز کلی می باشد که مشابه هيئت مدیره در یک شرکت است. شورا یک مدیر شهری را برای نظارت بر عملیات اداری، اجرای سیاست های آن و مشاوره منصوب می کند. سمت مدیر شبیه به یک مدیر عامل شرکت است که توسط هیئت مدیره منصوب می شود. سمت «شهردار» در این نظام یک عنوان عمدتاً تشریفاتی است و ممکن است توسط شورا و از بین اعضای آن انتخاب شود و یا به عنوان یکی از اعضای عالی شورا و بدون وظایف اجرایی انتخاب شود،  که شبیه به یک رئیس غیراجرایی در یک شرکت سهامی است.
انجمن بین المللی مدیریت شهر/شهرستان (ICMA)، که یک سازمان حرفه‌ای برای مدیران شهری است، حداقل سه ویژگی تعیین‌کننده را فهرست کرده است که یک نظام شورا-مدیر واقعی را مشخص می‌کند:
- تمام اختیارات دولتی به استثنای برخی وظایف اجرایی یا اداری که بر عهده مدیر است، با شورا یا نهاد منتخب مردم است. با این حال، مدیر همیشه با رضایت نهاد منتخب مردم به کار گرفته می شود.[۷]

- وظايف مدير توسط منشور شهري يا ساير قوانین به صورت مدون مشخص شده است، و از طرف شهردار تعیین نشده است.[۸]

- مدیر در برابر شورا مسئول است، توسط شورا انتخاب می شود و تنها توسط شورا برکنار شود، نه اینکه یک فرد، مانند شهردار یا رئیس شورا او را بر کنار کند.[۸]

## کتابشناسی
- Svara, James H.; Nelson, Kimberly L. (2008). "Taking Stock of the Council-Manager Form at 100". Public Management. August 2008: 6–15.